# Tên khai sinh
Tên khai sinh là tên đầu tiên của một con người khi được sinh ra. Điều này có thể áp dụng được cho họ, tên chính, hay cả họ tên. Khi tên khai sinh cần được đăng kí chính thức, cả tên được chuyển vào đăng kí khai sinh hay giấy khai sinh và nó có thể trở thành tên hợp pháp. Nghĩa của nó ở thế giới phương Tây là tên từ khi khai sinh (hay là từ rửa tội hay brit milah) sẽ được giữ đến khi trưởng thành và qua các nghi lễ bình thường, có thể cả đời hay đến khi cưới. Một số thay đổi có thể bao gồm tên đệm, bí danh, thay đổi vì quan hệ cha mẹ (vì cha mẹ li hôn hay nhận nuôi bởi bố mẹ khác), và thay đổi liên quan đến chuyển giới. Điều đó rất khác trong một số nền văn hóa khi tên đó chỉ được giữ khi còn là trẻ em, hơn là cả đời.

## Tên thời con gái và khi kết hôn
Née và né (/neɪ/; tiếng Pháp: [ne], từ French  né[e] 'sinh ra') là các từ tiếng Pháp và tiếng Anh nhập ngoại được sử dụng cho tên thời con gái và tên kết hôn.
Từ née, trong đó có giới tính ngữ pháp, có thể được dùng để nói đến họ của một cô gái khi khai sinh nhưng đã được đổi. Trong đa số các văn hóa nói tiếng Anh, nó đặc biệt được sử dụng cho một tên thời con gái sau khi họ của cô ấy đã được đổi vì kết hôn nếu cô ấy muốn. Từ né, có giới tính ngữ pháp, có thể được dùng để nói tên của người đàn ông khi mới sinh ra mà đã được đổi thường xuyên. Các dấu phụ (dấu sắc) được cho là quan trọng với cách đánh vần, và nghĩa của nó, nhưng đôi khi được bỏ đi. Theo Từ điển từ tiếng Anh hiện đại của Đại học Oxford, từ này được để trước cả tên hay họ của người đó (v.d., "Ann Smith, née Jones" hay "Adam Smith, né Jones"). Vì chúng là những từ được nhập vào tiếng Anh (từ tiếng Pháp), chúng không phải viết in nghiêng, nhưng chúng vẫn được viết như thế.
Theo truyền thống Ba Lan, de domo (nghĩa đen là "của nhà" trong tiếng Latinh) có thể được sử dụng, với các cách dùng đặc biệt gần giống với née.